# Euroliga 2002-03
La temporada 2002-03 de la Euroleague (la máxima competición de clubes de baloncesto de Europa) se disputó del 9 de octubre de 2002 al 11 de mayo de 2003 y la organizó la Unión de Ligas Europeas de Baloncesto (ULEB).
Esta fue la 3.ª edición de la competición en la era moderna de la Euroleague. Incluyendo la competición previa de la Copa de Europa de la FIBA, fue la 46.ª edición de la máxima competición del baloncesto masculino de clubes europeos. La Final Four se celebró en el Palau Sant Jordi de Barcelona, en mayo de 2003.

## Equipos
| Campeón | Subcampeón | Tercer puesto | Cuarto puesto | Top 16 | Fase de grupos |

| País                | Equipos | Equipos         | Equipos           | Equipos       |
| ------------------- | ------- | --------------- | ----------------- | ------------- |
| España              | 4       | FC Barcelona    | Real Madrid       |               |
| España              | 4       | TAU Cerámica    | Unicaja           |               |
| Italia              | 4       | Benetton Basket | Montepaschi Siena |               |
| Italia              | 4       | Skipper Bologna | Virtus Bologna    |               |
| Grecia              | 3       | AEK Athens      | Olympiacos        | Panathinaikos |
| Francia             | 2       | Asvel Basket    | Pau-Orthez        |               |
| Serbia y Montenegro | 2       | KK Buducnost    | Partizan          |               |
| Turquía             | 2       | Efes Pilsen     | Ulker             |               |
| Alemania            | 1       | Alba Berlin     |                   |               |
| Croacia             | 1       | Cibona VIP      |                   |               |
| Eslovenia           | 1       | Union Olimpija  |                   |               |
| Israel              | 1       | Maccabi Elite   |                   |               |
| Lituania            | 1       | Zalgiris        |                   |               |
| Polonia             | 1       | Idea Śląsk      |                   |               |
| Rusia               | 1       | CSKA Moscow     |                   |               |

## Fase de grupos
La fase de grupos se jugó entre el 9 de octubre de 2002 y el 13 de febrero de 2003.
Si los equipos están empatados en victoria y derrotas al final de la fase de grupos, el desempate se aplican en el siguiente orden:
1. Victorias y derrotas entre los equipos implicados.
2. Diferencia de puntos entre los equipos implicados.
3. Diferencia de puntos durante la fase de grupos.
4. Puntos conseguidos durante la fase de grupos.
5. Suma de los cocientes de los puntos a favor y puntos en contra en cada partido de la fase de grupos.

| Clasificados para el Top 16 | Eliminados |

### Grupo A
|    | Equipo          | PJ | PG | PP | PF   | PC   | +/-  |
| -- | --------------- | -- | -- | -- | ---- | ---- | ---- |
| 1. | Benetton Basket | 14 | 11 | 3  | 1253 | 1108 | +145 |
| 2. | FC Barcelona    | 14 | 11 | 3  | 1137 | 1048 | +89  |
| 3. | Efes Pilsen     | 14 | 8  | 6  | 1072 | 998  | +74  |
| 4. | Skipper Bologna | 14 | 8  | 6  | 1085 | 1087 | -2   |
| 5. | Cibona VIP      | 14 | 7  | 7  | 1066 | 1118 | -52  |
| 6. | Pau-Orthez      | 14 | 6  | 8  | 1076 | 1124 | -48  |
| 7. | Alba Berlin     | 14 | 4  | 10 | 1064 | 1172 | -108 |
| 8. | AEK Athens      | 14 | 1  | 13 | 1000 | 1098 | -98  |

|      | TREV   | FCBA  | EFES  | FORT  | CIBN   | PAUO  | ALBA   | AEKA  |
| ---- | ------ | ----- | ----- | ----- | ------ | ----- | ------ | ----- |
| TREV | –      | 94–82 | 87–75 | 95–80 | 96–82  | 94–73 | 107–81 | 72–59 |
| FCBA | 86–85  | –     | 73–60 | 94–75 | 104–82 | 84–62 | 81–74  | 68–54 |
| EFES | 84–83  | 91–92 | –     | 75–57 | 91–57  | 69–71 | 74–62  | 74–79 |
| FORT | 82–75  | 82–70 | 72–73 | –     | 76–71  | 85–75 | 88–78  | 82–76 |
| CIBN | 71–100 | 94–77 | 64–56 | 89–83 | –      | 66–62 | 90–72  | 85–71 |
| PAUO | 88–93  | 72–84 | 74–85 | 76–71 | 77–74  | –     | 97–82  | 86–84 |
| ALBA | 75–78  | 66–80 | 63–84 | 77–80 | 84–70  | 82–80 | –      | 80–76 |
| AEKA | 90–94  | 57–62 | 64–81 | 63–72 | 69–71  | 71–83 | 87–88  | –     |

### Grupo B
|    | Equipo            | PJ | PG | PP | PF   | PC   | +/-  |
| -- | ----------------- | -- | -- | -- | ---- | ---- | ---- |
| 1. | Panathinaikos     | 14 | 11 | 3  | 1103 | 1039 | +64  |
| 2. | TAU Cerámica      | 14 | 9  | 5  | 1126 | 1090 | +36  |
| 3. | Union Olimpija    | 14 | 9  | 5  | 1105 | 1052 | +53  |
| 4. | Unicaja           | 14 | 7  | 7  | 1060 | 1058 | +2   |
| 5. | Maccabi Elite     | 14 | 7  | 7  | 1129 | 1081 | +48  |
| 6. | Montepaschi Siena | 14 | 6  | 8  | 1132 | 1092 | +40  |
| 7. | Zalgiris          | 14 | 5  | 9  | 1141 | 1195 | -54  |
| 8. | KK Buducnost      | 14 | 2  | 12 | 1108 | 1297 | -189 |

|      | PANA  | BASK  | OLIM   | UNIC  | MACC  | MONT   | ŽALG    | BUDU   |
| ---- | ----- | ----- | ------ | ----- | ----- | ------ | ------- | ------ |
| PANA | –     | 86–83 | 65–63  | 77–65 | 64–77 | 64–56  | 98–84   | 87–71  |
| BASK | 75–76 | –     | 86–79  | 79–63 | 85–79 | 90–85  | 113–88  | 103–86 |
| OLIM | 77–70 | 72–76 | –      | 83–82 | 81–76 | 94–92  | 76–55   | 83–71  |
| UNIC | 69–75 | 71–54 | 70–77  | –     | 76–68 | 87–74  | 77–78   | 87–75  |
| MACC | 79–86 | 69–72 | 69–60  | 86–89 | –     | 107–81 | 76–71   | 107–86 |
| MONT | 77–69 | 77–62 | 86–79  | 73–79 | 63–73 | –      | 81–74   | 112–49 |
| ŽALG | 79–94 | 88–67 | 73–81  | 87–67 | 87–74 | 74–100 | –       | 101–85 |
| BUDU | 84–92 | 71–81 | 81–100 | 72–78 | 80–89 | 91–75  | 106–102 | –      |

### Grupo C
|    | Equipo         | PJ | PG | PP | PF   | PC   | +/-  |
| -- | -------------- | -- | -- | -- | ---- | ---- | ---- |
| 1. | CSKA Moscow    | 14 | 12 | 2  | 1148 | 1004 | +144 |
| 2. | Ulker          | 14 | 10 | 4  | 1115 | 1064 | +51  |
| 3. | Olympiacos     | 14 | 7  | 7  | 1066 | 1041 | +25  |
| 4. | Virtus Bologna | 14 | 6  | 8  | 1102 | 1119 | -17  |
| 5. | Asvel Basket   | 14 | 6  | 8  | 1114 | 1138 | -24  |
| 6. | Real Madrid    | 14 | 6  | 8  | 1094 | 1113 | -19  |
| 7. | Idea Śląsk     | 14 | 5  | 9  | 1039 | 1125 | -86  |
| 8. | Partizan       | 14 | 4  | 10 | 1109 | 1183 | -74  |

|      | CSKA  | ÜLKR  | OLYM  | VIRT   | ASVE  | RMAD  | ŚLĄS  | PART    |
| ---- | ----- | ----- | ----- | ------ | ----- | ----- | ----- | ------- |
| CSKA | –     | 78–62 | 74–67 | 80–65  | 85–65 | 90–75 | 73–45 | 93–57   |
| ÜLKR | 63–66 | –     | 65–82 | 105–78 | 65–63 | 85–84 | 79–70 | 84–74   |
| OLYM | 77–79 | 71–77 | –     | 80–66  | 83–77 | 71–68 | 78–71 | 78–80   |
| VIRT | 83–85 | 68–88 | 73–77 | –      | 84–88 | 91–82 | 86–70 | 81–64   |
| ASVE | 99–87 | 79–82 | 85–74 | 74–88  | –     | 64–76 | 87–80 | 104–103 |
| RMAD | 80–93 | 81–77 | 73–66 | 73–81  | 77–85 | –     | 79–85 | 89–78   |
| ŚLĄS | 73–84 | 84–93 | 72–91 | 80–72  | 75–73 | 65–71 | –     | 83–74   |
| PART | 93–81 | 86–90 | 81–71 | 73–86  | 79–71 | 82–86 | 85–86 | –       |

## Top 16
El Top 16 empezó el 26 de febrero y terminó el 17 de abril de 2003.
Si los equipos están empatados en victoria y derrotas al final de la fase de grupos, el desempate se aplican en el siguiente orden:
1. Victorias y derrotas entre los equipos implicados.
2. Diferencia de puntos entre los equipos implicados.
3. Diferencia de puntos durante el Top 16.
4. Puntos conseguidos durante el Top 16.
5. Suma de los cocientes de los puntos a favor y puntos en contra en cada partido del Top 16.

| Clasificados para la Final Four | Eliminados |

### Grupo D
|    | Equipo      | PJ | PG | PP | PF  | PC  | +/-  |
| -- | ----------- | -- | -- | -- | --- | --- | ---- |
| 1. | CSKA Moscow | 6  | 5  | 1  | 499 | 399 | +100 |
| 2. | Efes Pilsen | 6  | 4  | 2  | 425 | 431 | -6   |
| 3. | Cibona VIP  | 6  | 2  | 4  | 447 | 499 | -52  |
| 4. | Unicaja     | 6  | 1  | 5  | 474 | 516 | -42  |

|      | CSKA   | EFES  | CIBN  | UNIC  |
| ---- | ------ | ----- | ----- | ----- |
| CSKA | –      | 66–54 | 79–69 | 89–70 |
| EFES | 71–69  | –     | 68–62 | 82–78 |
| CIBN | 59–101 | 82–75 | –     | 88–81 |
| UNIC | 76–95  | 74–75 | 95–87 | –     |

### Grupo E
|    | Equipo            | PJ | PG | PP | PF  | PC  | +/- |
| -- | ----------------- | -- | -- | -- | --- | --- | --- |
| 1. | Montepaschi Siena | 6  | 4  | 2  | 510 | 484 | +26 |
| 2. | Skipper Bologna   | 6  | 3  | 3  | 450 | 448 | +2  |
| 3. | Panathinaikos     | 6  | 3  | 3  | 482 | 506 | -24 |
| 4. | Ulker             | 6  | 2  | 4  | 480 | 484 | -4  |

|      | MONT    | FORT  | PANA  | ÜLKR  |
| ---- | ------- | ----- | ----- | ----- |
| MONT | –       | 64–68 | 82–76 | 84–79 |
| FORT | 70–85   | –     | 88–63 | 82–86 |
| PANA | 111–103 | 81–67 | –     | 78–74 |
| ÜLKR | 80–92   | 69–75 | 92–73 | –     |

### Grupo F
|    | Equipo          | PJ | PG | PP | PF  | PC  | +/-  |
| -- | --------------- | -- | -- | -- | --- | --- | ---- |
| 1. | Benetton Basket | 6  | 6  | 0  | 522 | 452 | +70  |
| 2. | Maccabi Elite   | 6  | 4  | 2  | 537 | 477 | +60  |
| 3. | TAU Cerámica    | 6  | 2  | 4  | 502 | 516 | -14  |
| 4. | Virtus Bologna  | 6  | 0  | 6  | 448 | 564 | -116 |

|      | TREV  | MACC  | BASK   | VIRT  |
| ---- | ----- | ----- | ------ | ----- |
| TREV | –     | 93–80 | 81–68  | 98–76 |
| MACC | 83–84 | –     | 100–77 | 98–71 |
| BASK | 75–84 | 79–93 | –      | 93–73 |
| VIRT | 70–82 | 73–83 | 85–110 | –     |

### Grupo G
|    | Equipo         | PJ | PG | PP | PF  | PC  | +/- |
| -- | -------------- | -- | -- | -- | --- | --- | --- |
| 1. | FC Barcelona   | 6  | 5  | 1  | 448 | 424 | +24 |
| 2. | Olympiacos     | 6  | 3  | 3  | 427 | 419 | +8  |
| 3. | Union Olimpija | 6  | 3  | 3  | 445 | 438 | +7  |
| 4. | Asvel Basket   | 6  | 1  | 5  | 436 | 475 | -39 |

|      | FCBA  | OLYM  | OLIM  | ASVE  |
| ---- | ----- | ----- | ----- | ----- |
| FCBA | –     | 80–77 | 79–75 | 85–77 |
| OLYM | 55–58 | –     | 73–61 | 69–59 |
| OLIM | 72–69 | 72–74 | –     | 87–66 |
| ASVE | 68–77 | 89–79 | 77–78 | –     |

## Final Four
La Final Four empezó el 9 de mayo y terminó el 11 de mayo de 2003. La etapa culminante de la temporada, los cuatro equipos restantes del Top 16 se enfrentan en dos semifinales y los dos ganadores de cada semifinal disputan la final por el título.
|  | Semifinales       | Semifinales  |    |                   | Final           | Final      |  |
|  | 9 de mayo         | 9 de mayo    |    |                   | 11 de mayo      | 11 de mayo |  |
|  |                   |              |    |                   |                 |            |  |
|  |                   |              |    |                   |                 |            |  |
|  | Montepaschi Siena | 62           |    |                   |                 |            |  |
|  | Benetton Basket   | 65           |    |                   |                 |            |  |
|  |                   |              |    |                   |                 |            |  |
|  |                   |              |    |                   |                 |            |  |
|  |                   |              |    |                   | Benetton Basket | 65         |  |
|  |                   | FC Barcelona | 76 |                   |                 |            |  |
|  |                   |              |    |                   |                 |            |  |
|  |                   |              |    |                   |                 |            |  |
|  |                   |              |    |                   | Tercer lugar    |            |  |
|  |                   |              |    |                   |                 |            |  |
|  | FC Barcelona      | 76           |    | Montepaschi Siena | 79              |            |  |
|  | CSKA Moscow       | 71           |    |                   | CSKA Moscow     | 78         |  |

### Semifinales
| 9 de mayo de 2003 18:00 (CET) | Montepaschi Siena                                                                       | 62–65                | Benetton Basket                                           | Barcelona |  |
|                               | Parciales: 12-28, 11-11, 22-6, 17-20                                                    |                      |                                                           | |  |
|                               | Estadísticas Stefanov 17 Kakiouzis 13 Chiacig, Kakiouzis, Stefanov, Türkcan, Vukčević 1 | Reporte Pts Reb Asts | Estadísticas 14 Garbajosa 10 Garbajosa, Marconato 7 Edney | Pabellón: Palau Sant Jordi Asistencia: 16.670 espectadores Árbitros: Miguel Betancor Stelios Koukoulekidis Jose Martin |  |

| 9 de mayo de 2003 20:30 (CET) | FC Barcelona                                           | 76–71                | CSKA Moscow                                   | Barcelona |  |
|                               | Parciales: 21-25, 24-14, 12-21, 19-11                  |                      |                                               | |  |
|                               | Estadísticas Fučka 21 Fučka 9 Bodiroga, Jasikevičius 4 | Reporte Pts Reb Asts | Estadísticas 21 Holden 12 Khryapa 3 Alexander | Pabellón: Palau Sant Jordi Asistencia: 16.670 espectadores Árbitros: Nikolaos Pitsilkas Iztok Rems Ilija Belosevic |  |

### Tercer puesto
| 11 de mayo de 2003 18:00 (CET) | Montepaschi Siena                         | 79–78                | CSKA Moscow                                         | Barcelona |  |
|                                | Parciales: 26-27, 26-24, 13-12, 14-15     |                      |                                                     | |  |
|                                | Estadísticas Ford 19 Türkcan 14 Türkcan 4 | Reporte Pts Reb Asts | Estadísticas 15 Songaila 7 Holden, Khryapa 6 Holden | Pabellón: Palau Sant Jordi Asistencia: 16.670 espectadores Árbitros: Miguel Betancor Dubravko Muhvic Milivoje Jovcic |  |

### Final
| 11 de mayo de 2003 20:30 (CET) | FC Barcelona                                                          | 76–65                | Benetton Basket                           | Barcelona |  |
|                                | Parciales: 23-25, 19-9, 13-14, 21-17                                  |                      |                                           | |  |
|                                | Estadísticas Bodiroga 20 Bodiroga, De la Fuente 8 Bodiroga, Navarro 2 | Reporte Pts Reb Asts | Estadísticas 16 Edney 7 Marconato 5 Edney | Pabellón: Palau Sant Jordi Asistencia: 16.670 espectadores Árbitros: Nikolaos Pitsilkas Iztok Rems Stelios Koukoulekidis |  |

| Campeones de la Euroleague 2002-03 |
| ---------------------------------- |
| FC Barcelona Primer título         |

## Estadísticas individuales

### Valoración
| Pos. | Jugador        | Equipo            | Partidos | Valoración | VPP   |
| ---- | -------------- | ----------------- | -------- | ---------- | ----- |
| 1.   | Mirsad Türkcan | Montepaschi Siena | 21       | 504        | 24,00 |
| 1.   | Miloš Vujanić  | Partizan          | 14       | 336        | 24,00 |
| 3.   | Joseph Blair   | Ulker             | 18       | 427        | 23,72 |
| 4.   | Kornél Dávid   | Zalgiris          | 13       | 283        | 21,77 |
| 5.   | Marcus Brown   | Efes Pilsen       | 19       | 407        | 21,42 |

### Puntos
| Pos. | Jugador         | Equipo            | Partidos | Puntos | PPP   |
| ---- | --------------- | ----------------- | -------- | ------ | ----- |
| 1.   | Miloš Vujanić   | Partizan          | 14       | 361    | 25,79 |
| 2.   | Marcus Brown    | Efes Pilsen       | 19       | 373    | 19,63 |
| 3.   | Alphonso Ford   | Montepaschi Siena | 22       | 393    | 17,86 |
| 4.   | Nikola Vujčić   | Maccabi Elite     | 20       | 352    | 17,60 |
| 5.   | Kaspars Kambala | Efes Pilsen       | 20       | 342    | 17,10 |

### Rebotes
| Pos. | Jugador               | Equipo            | Partidos | Rebotes | RPP   |
| ---- | --------------------- | ----------------- | -------- | ------- | ----- |
| 1.   | Mirsad Türkcan        | Montepaschi Siena | 21       | 248     | 11,81 |
| 2.   | Joseph Blair          | Ulker             | 18       | 174     | 9,67  |
| 3.   | Quadre-Michael Lollis | Alba Berlin       | 12       | 114     | 9,50  |
| 4.   | Kornél Dávid          | Zalgiris          | 13       | 107     | 8,23  |
| 5.   | Kaspars Kambala       | Efes Pilsen       | 20       | 157     | 7,85  |

### Asistencias
| Pos. | Jugador            | Equipo          | Partidos | Asistencias | APP  |
| ---- | ------------------ | --------------- | -------- | ----------- | ---- |
| 1.   | Ed Cota            | Zalgiris        | 14       | 91          | 6,50 |
| 2.   | Dragan Lukovski    | Pau-Orthez      | 14       | 64          | 4,57 |
| 3.   | Gianmarco Pozzecco | Skipper Bologna | 16       | 73          | 4,56 |
| 4.   | J.R. Holden        | CSKA Moscow     | 22       | 97          | 4,41 |
| 5.   | Tyus Edney         | Benetton Basket | 18       | 78          | 4,33 |

## Galardones

### MVP de la Temporada
|                | Pos. | Jugador        | Equipo            |
| -------------- | ---- | -------------- | ----------------- |
| Fase de grupos | AP   | Joseph Blair   | Ulker             |
| Top 16         | AP   | Mirsad Türkcan | Montepaschi Siena |

### MVP de la Final Four
| Pos. | Jugador        | Equipo       |
| ---- | -------------- | ------------ |
| A    | Dejan Bodiroga | FC Barcelona |

### Quinteto ideal de la temporada
| Pos. | Primer Quinteto Ideal | Primer Quinteto Ideal | Segundo Quinteto Ideal | Segundo Quinteto Ideal |
| Pos. | Jugador               | Equipo                | Jugador                | Equipo                 |
| ---- | --------------------- | --------------------- | ---------------------- | ---------------------- |
| B    | Tyus Edney            | Benetton Basket       | Miloš Vujanić          | Partizan               |
| E    | Alphonso Ford         | Montepaschi Siena     | Marcus Brown           | Efes Pilsen            |
| A    | Dejan Bodiroga        | FC Barcelona          | Andrés Nocioni         | TAU Cerámica           |
| AP   | Jorge Garbajosa       | Benetton Basket       | Mirsad Türkcan         | Montepaschi Siena      |
| P    | Victor Alexander      | CSKA Moscow           | Nikola Vujčić          | Maccabi Elite          |

### Jugador de la jornada
| Jornada        | Jugador            | Equipo                | Valoración     |
| Fase de grupos | Fase de grupos     | Fase de grupos        | Fase de grupos |
| -------------- | ------------------ | --------------------- | -------------- |
| 1              | Hanno Möttölä      | TAU Cerámica          | 40             |
| 2              | Mate Skelin        | Skipper Bologna       | 35             |
| 3              | Miloš Vujanić      | Partizan              | 37             |
| 4              | Mirsad Türkcan     | Montepaschi Siena     | 43             |
| 5              | DeMarco Johnson    | Olympiacos            | 35             |
| 6              | Jorge Garbajosa    | Benetton Basket       | 39             |
| 7              | Ademola Okulaja    | Unicaja               | 36             |
| 8              | Alphonso Ford      | Montepaschi Siena (2) | 32             |
| 8              | Mirsad Türkcan (2) | Montepaschi Siena (3) | 32             |
| 9              | Andrés Nocioni     | TAU Cerámica (2)      | 36             |
| 10             | Mirsad Türkcan (3) | Montepaschi Siena (4) | 38             |
| 11             | Andrés Nocioni (2) | TAU Cerámica (3)      | 37             |
| 12             | Tanoka Beard       | Zalgiris              | 39             |
| 13             | Kaspars Kambala    | Efes Pilsen           | 31             |
| 14             | Mirsad Türkcan (4) | Montepaschi Siena (5) | 40             |
| Top 16         |                    |                       |                |
| 1              | Mirsad Türkcan (5) | Montepaschi Siena (6) | 35             |
| 2              | Antonis Fotsis     | Panathinaikos         | 31             |
| 3              | Marcus Brown       | Efes Pilsen (2)       | 36             |
| 4              | Slaven Rimac       | Cibona VIP            | 38             |
| 5              | Zaza Pachulia      | Ulker                 | 36             |
| 6              | Mirsad Türkcan (6) | Montepaschi Siena (7) | 36             |

| Predecesor: Euroleague 2001-02 | Euroleague 2002-03 | Sucesor: Euroleague 2003-04 |